# グリーンランド語
グリーンランド語（グリーンランドご、Greenlandic, Greenlandic Inuktitut）はエスキモー・アレウト語族の言語のひとつ。デンマーク領グリーンランドのカラーリット（グリーンランド・イヌイット）によって話されておりカナダのイヌクティトゥット語などと同族である。
イヌクティトゥット語のうちグリーンランドで話される諸方言をグリーンランド語と呼ぶことと、イヌクティトゥット語の一方言のカラーリット語 (Kalaallisut) をグリーンランド語と呼ぶこととがある。広義のグリーンランド語は、西方言のカラーリット語 (Kalaallisut)、東方言のトゥヌミート語 (Tunumiutut)、北方言のイヌクトゥン語 (Inuktun) があり、話者数ではカラーリット語が約5万7千人と群を抜いており他のエスキモー・アレウト語族の全言語の話者よりも多い。学校などで学習するのはこの西方言である。

## 概要
グリーンランド語はグリーンランドで約5万7千人のカラーリット（グリーンランドに住むイヌイット）によって話されているエスキモー・アレウト語族の一言語である。イヌクティトゥット語などのカナダのイヌイット語と密接な関係がある。主たる方言であるカラーリット語（西グリーンランド語）は2009年6月以来グリーンランド自治領の公用語となっているが、これは植民者の言語であるデンマーク語に対抗してグリーンランド語を強化すべくグリーンランド政府 (Naalakkersuisut) によって行われた運動である。第2位の方言はトゥヌミート語 (Tunumiit oraasiat) ないし東グリーンランド語である。グリーンランドのトゥーレのイヌイット語であるイヌクトゥン語 (Inuktun) もしくは極地エスキモー語 (Polar Eskimo) は最近の到来でありイヌクティトゥット語の一方言である。
グリーンランド語は複統合的言語 (polysynthetic language) で、語根と接尾辞をつなぎあわせることによって長い単語を作ることが可能である。その形態統語的アラインメントは能格型であり、自動詞の項（「主語」）を他動詞の目的語のように扱う（格標識する）のに対して、他動詞の動作主（「主語」）を区別して扱う。
名詞は8つある格の1つと所有に応じて屈折する。動詞は8つある法と、主語および目的語の数と人称に応じて屈折する。名詞・動詞ともに複雑な派生形態論をもつ。他動詞節における基本的な語順は主語−目的語−動詞である。節の従属は特別な従属法 (subordinate mood) を用いることでなされる。いわゆる四人称の範疇によって、異なる主語をもつ主節と従属節とのあいだの転換指示 (switch-reference) が可能である。グリーンランド語は文法的時制の体系を欠くことで著名であり、時間的関係はふつう文脈によって、「昨日」や「今」といった時間的小辞を用いてか、ときには異なる動詞の意味論的アクチオンスアルト (aktionsart) をもつアスペクト的な意味のある派生接尾辞または接辞の組みあわせによって示される。しかし、グリーンランド語では未来時制の標識が義務的であると提案する言語学者もいる。べつの問題として、名詞の抱合があるかどうか、すなわち名詞語根を含む複雑な述語を作るプロセスが本性上派生的なのかどうかがある。
新しい概念や技術を受けいれるさい、グリーンランド語は通常新語をグリーンランド語の語根から構成するが、現代グリーンランド語はデンマーク語および英語からも多くの借用をしている。グリーンランド語は1700年代に始まったデンマークによる植民地化以来ラテン文字で書かれている。最初の正書法は1851年にサムエル・クラインシュミット (Samuel Kleinschmidt) により考案されたが、それから百年のうちに数々の音変化のために話し言葉から著しく異なってしまった。1973年に行われた広範な正書法改革によって、学習しやすくなった文字はグリーンランドの識字率の増大をもたらし、今日では世界でも最高水準となっている。

## 歴史
グリーンランド語は1200年代にトゥーレの民 (Thule people) の到来によってグリーンランドにもちこまれた。それ以前のサカク文化 (Saqqaq culture) やドーセット文化 (Dorset culture) でどんな言語が話されていたかは知られていない。
グリーンランド語の最初の記述は1600年代にさかのぼり、1700年代はじめのデンマークの宣教団の到来とデンマークによるグリーンランドの植民地化の始まりにともなって、辞書の編纂と文法の記述が始まった。宣教師パウル・エーイェゼ (Paul Egede, エゲデとも) は1750年に最初のグリーンランド語辞書を、1760年に最初の文法を書いた。

北極圏におけるイヌイット語諸方言の分布

1700年代のデンマークによる植民地化から1979年のグリーンランドの自治開始まで、グリーンランド語はデンマーク語からの増大する圧力を経験してきた。1950年代にはデンマークの言語政策が、グリーンランド語をデンマーク語で置きかえることに向けられた。うち第一に重要だったのは初等以降の教育と公的な職務がデンマーク語で行われたことである。
1851年から1973年までのあいだ、グリーンランド語は宣教師・言語学者サムエル・クラインシュミットによって考案された複雑な正書法で書かれた。1973年に新たな正書法が導入され、クラインシュミットの時代以来顕著に変化していた話し言葉の標準に書き言葉をより近づけることが意図された。この改革が功を奏し、それ以降の年にはグリーンランドの識字率は押し上げられた。
グリーンランド語の勢力を強めたもうひとつの発展は、1979年の自治合意に始まるグリーンランド社会の「グリーンランド化 (greenlandization)」政策であった。この政策はグリーンランド語を教育の公的な言語とすることで、それ以前にあったグリーンランド語を周辺化 (marginalization) する傾向を逆転させる働きをした。グリーンランド語が初等教育で使われる唯一の言語になったという事実は、今日グリーンランドにおいてデンマーク語を話すモノリンガルの両親が子どもをデンマーク語とグリーンランド語のバイリンガルとして育てることを意味している。今日グリーンランド語は専用のニュースメディアをいくつかもっている。グリーンランド国営ラジオ Kalaallit Nunaata Radioa はグリーンランド語でテレビ・ラジオ番組を提供している。新聞 Sermitsiaq 誌は1958年以来発刊されており、2010年に他紙 Atuagagdliutit/Grønlandsposten と合併して Sermitsiaq.AG 社となっている。この AG 社は早くも1861年に、グリーンランド語の独立した大きな出版社を作るべく設立されていたものである。
2009年6月以前には、グリーンランド語はグリーンランドにおける公用語としての地位をデンマーク語と分かちあっていた。この時点以来、グリーンランド語は単独の公用語となっている。このことによってグリーンランド語はアメリカ先住民諸語のなかで、準独立国 (semi-independent country) の単独の公用語として法によって認められているただひとつの例となっている。それにもかかわらず、グリーンランド語はいまだに国際連合教育科学文化機関（ユネスコ）の危機言語レッドブックによって「脆弱 (vulnerable)」な状態と評価されている。グリーンランドの識字率は100%である。西グリーンランド語の標準が支配的になっていくにつれて、ユネスコの報告はその他の方言を危機とラベルづけするようになり、現在では法令が東部グリーンランド方言を保護しているとみなされている。

## 分類
カラーリット語 (Kalaallisut) ならびにその他のグリーンランドの方言はエスキモー・アレウト語族に属し、カナダとアラスカのイヌイット語と密接に関連している。前節の図はグリーンランド語の3つの主要方言を含むさまざまなエスキモー語の配置を示している。
| 日本語 | 西部方言 | 北部方言 | 東部方言 |
| ------ | -------- | -------- | -------- |
| 人間   | inuit    | inughuit | iivit    |

もっとも有力なグリーンランド語の方言は西グリーンランド語（カラーリット語）で、グリーンランドの公用語となっている。カラーリット語 (Kalaallisut) という名前はしばしばグリーンランド語全体をカバーする用語としても用いられる。カーナーク市近郊で話されている北部方言のイヌクトゥン語 (Inuktun, Avanersuarmiutut) はとりわけカナダのイヌクティトゥット語に密接に関連している。アンマサリク島 (Ammassalik Island) およびイトコルトルミット (Ittoqqortoormiit) 近郊で話されている東部方言のトゥヌミート語 (Tunumiit oraasiat) はグリーンランド語の諸方言のうちもっとも革新的で、西グリーンランド語に比べてもかなりの程度、同化した子音連結と母音連続を有している。カラーリット語はさらに4つの下位方言に分割される。ウペルナヴィク周辺で話されているひとつは東グリーンランド語に一定の類似性があり、これはおそらく以前の東部グリーンランドからの移民のためである。第2の方言はウマナックとディスコ湾の一帯で話されている。標準語は、北はシシミウト、ヌーク周辺から南はマニーツォクまでで話されている中央カラーリット語（中央西部グリーンランド語）にもとづいている。南部カラーリット語は南のナルサークおよびカコトック周辺で話されている。表は3つの主要方言で「人間 (humans)」にあたる語の発音の差異を示している。北部方言がもっとも保守的で、西部方言では省略されている gh を維持しており、東部方言はもっとも革新的で /n/ をも省略することで構造をさらに単純化している。
エスキモー・アレウト語族およびチュクチ・カムチャツカ語族の専門家であるマイケル・フォーテスキュー (Michael Fortescue) は、Language Relations Across Bering Strait (1998) においてウラル諸語、ユカギール諸語、チュクチ・カムチャツカ語族およびエスキモー・アレウト語族のつながりを論じている。彼は提唱したこのまとまりをウラル・シベリア語族と呼んでいる。

## 音韻
スラッシュ / / ではさまれた文字は音素表記、角括弧 [ ] ではさまれた文字は音声表記、三角括弧 ⟨ ⟩ ではさまれた文字は標準的なグリーンランド語の正書法を示す。

### 母音
/i/, /u/, /a/ からなるグリーンランド語の3母音体系はエスキモー・アレウト語族では典型的である。二倍母音 (double vowel) は2つのモーラに分析され、音韻論的には母音連続 (vowel sequence) であって長母音 (long vowel) ではない。正書法でも2つの母音として書かれる。この言語にある唯一の二重母音 (diphthong) は /ai/ で、単語の末尾においてのみ現れる。口蓋垂子音 ([q] または [ʁ]) の前では、/i/ は異音的に [e], [ɛ] もしくは [ɐ] として、また /u/ は異音的に [o] もしくは [ɔ] として実現し、この2つの母音はそれぞれ e, o と書かれる（ケチュア語やアイマラ語と同様）。同じ環境で /a/ は後舌化して [ɑ] になる。唇音の前で /i/ は円唇化して [y] になる。2つの舌頂音のあいだで /u/ は前舌化して [ʉ] になる。

母音ダイアグラムにおける西グリーンランド語の単母音の範囲

口蓋垂子音の前における /i/ と /u/ の異音的低め (allophonic lowering) は、現代の正書法では口蓋垂音 ⟨q⟩, ⟨r⟩ の前で /i/ と /u/ をそれぞれ ⟨e⟩, ⟨o⟩ と書くことで示されている。例として、
/ui/「夫」は [ui] と発音される。
/uiqarpuq/「彼女は夫をもつ」は [ueqaʁpɔq] と発音され ⟨ueqarpoq⟩ と書かれる。
/illu/「家」は [iɬːu] と発音される。
/illuqarpuq/「彼は家をもつ」は [iɬːoqaʁpɔq] と発音され ⟨illoqarpoq⟩ と書かれる。

### 子音
グリーンランド語の子音は5つの調音点をもつ：唇、歯茎、硬口蓋、軟口蓋、口蓋垂である。音素的な有声無声の対比はもたないが、むしろ閉鎖音か摩擦音かで区別する。グリーンランド語では唇・歯茎・軟口蓋・口蓋垂の調音点で閉鎖音・摩擦音・鼻音を区別する。かつての硬口蓋摩擦音 [ʃ] は少数の方言を除いてすべて [s] に融合している。唇歯摩擦音 [f] は借用語においてのみ対照的である。歯茎閉鎖音 [t] は前舌高母音 /i/ の前では破擦音 [t͡s] として発音される。しばしばデンマーク語の借用語は、たとえば ⟨baaja⟩「ビール」や ⟨Guuti⟩「神」のようにデンマーク語の有声閉鎖音字 ⟨b d g⟩ で書かれるが、グリーンランド語ではこれらの閉鎖音は正確に /p t k/ として、すなわち [paːja], [kuːtˢi] と発音される。
|        | 唇      | 歯茎               | 硬口蓋  | 軟口蓋   | 口蓋垂   |
| ------ | ------- | ------------------ | ------- | -------- | -------- |
| 閉鎖音 | /p/ ⟨p⟩ | /t/ ⟨t⟩            |         | /k/ ⟨k⟩  | /q/ ⟨q⟩  |
| 摩擦音 | /v/ ⟨v⟩ | /s/ ⟨s⟩            | (/ʃ/)   | /ɣ/ ⟨g⟩  | /ʁ/ ⟨r⟩  |
| 鼻音   | /m/ ⟨m⟩ | /n/ ⟨n⟩            |         | /ŋ/ ⟨ng⟩ | /ɴ/ ⟨rn⟩ |
| 流音   |         | /l/ ⟨l⟩ ~ [ɬ] ⟨ll⟩ |         |          |          |
| 半母音 |         |                    | /j/ ⟨j⟩ |          |          |

### 音韻論的制約
カラーリット語の音節は単純であり、(C)(V)V(C) の音節を許す。ここで C は子音、V は母音で、VV は二倍母音 (double vowel) または語末の /ai/ である。本来語 (native word) の語頭に立ちうるのは母音または /p, t, k, q, s, m, n/ だけであり、語末は /p, t, k, q/ とまれに /n/ だけである。子音連結は音節境界上にだけ現れ、その発音は逆行同化に従い二重子音 (geminate) に変わる。クラスタにおける鼻音以外のすべての子音は無声である。

### 韻律
グリーンランド語の韻律 (prosody) は自律的範疇としては強勢 (stress) を含まない。そのかわりに、韻律が声調 (tone) および持続時間のパラメータによって決定される。抑揚 (intonation) は音節の重さ（長さ）によって影響され、重い音節は強勢として知覚されうるようなしかたで発音される。重い音節 (heavy syllable) とは長母音を含む音節と子音連結の前の音節である。4音節以下で長母音または子音連結を含まない単語では、最終音節が強調される。4音節より多くそのすべてが軽い音節である単語では、最後から3番めの音節 (antepenultimate) が強調される。多数の重い音節を含む単語では、長母音をもつ音節のほうが子音連結の前の音節よりも重いものとみなされる。
二重子音は長く、ほぼ正確に単子音の2倍の持続時間で発音される。
直説法の節における抑揚は通常、最後から3番めの音節で上がり、2番めの音節で下がり、最終音節で上がる。疑問の抑揚は最後から2番めで上がり最終音節で下がる。

### 形態音韻論
グリーンランド語の音韻論は一連の同化現象によって他のイヌイット語から音韻論的に区別される。
グリーンランド語の音韻論は子音連結を許すが、2つの異なる子音からなる連結はその前者が /r/ でないかぎり許されない。連結の第1子音はつねに第2子音に同化しており、結果として二重子音となる。二重化した /tt/ は [ts] と発音され ⟨ts⟩ と書かれる。二重化した /ll/ は [ɬː] と発音される。二重化した /ɡɡ/ は [çː] と発音される。二重化した /ʁʁ/ は [χː] と発音される。二重化した /vv/ は [fː] と発音され ⟨ff⟩ と書かれる。/v/ は /r/ の後では [f] とも発音されそう書かれる。
こうした同化の意味するところは、もっともよく知られたイヌクティトゥット語の単語のひとつである iglu（「家」）がグリーンランド語では illu であり、イヌクティトゥット語の /ɡl/ という子音連結が同化して無声歯茎側面摩擦音になるということである。そして Inuktitut という単語それじたい、カラーリット語に移されると Inuttut となる。古グリーンランド語 (Old Greenlandic) の二重母音 /au/ は同化して /aa/ となっている。
子音 /v/ は /u/ と /i/ または /a/ とにはさまれるとき消失している。これはつまり -va または -vi で始まる接辞は /u/ に終わる語幹に接尾されるとき [v] のない形をとるということである。
現代グリーンランド語の母音 /i/ は、エスキモー・アレウト祖語 (Proto-Eskimo–Aleut) の母音 *i と *ɪ との歴史的融合の結果である。第4の母音〔*ɪ のこと〕は古グリーンランド語ではまだ存在していたことがハンス・エーイェゼ (Hans Egede) によって証言されている。現代の西グリーンランド語では本来あったこの2つの母音の差異は特定の環境において形態音韻論的に識別されうるのみである。本来 *ɪ であった母音はべつの母音に先行するときには [a] という変種をもち、特定の接尾辞の前では消失することがある。
子音連結の同化が発生するその度合は、現在でも二重化しない若干の子音連結を許している極地エスキモー語（イヌクトゥン語）を、西ならびに東グリーンランド語から分離する重要な方言的特徴である。東グリーンランド語（トゥヌミート語）はたとえば [ɬː] から [tː] へのように、いくつかの二重子音を移行させている。トゥヌミート語ではたとえば、カラーリット語なら Illoqqortoormiut になるであろう町の名前が Ittoqqortoormiit となっている。

## 文法

### 形態論
グリーンランド語の文法の大枠は、形態論的にも統語論的にも、他のエスキモー諸語と似ている。
グリーンランド語の形態論は合成的で、接尾辞のみである（もはや使われていない単一の指示接頭辞を除く）。語幹に接尾辞の文字列を付加することによって、非常に長い単語を作る。原理的にはグリーンランド語の単語の長さは無制限だが、実際には6つ以上の接尾辞を持つ単語はそれほど頻繁でなく、1単語あたりの接尾辞は3～5である。この言語には400～500の派生接尾辞と約318の屈折接尾辞がある。
複合語は少ないが、派生語は多い。文法は主格と従属格の混在を用いる。グリーンランド語の完全名詞句の主な格配列は能格型であるが、動詞形態論は対格型に従い、代名詞は統語的に中立である。
グリーンランド語は、4つの人称と2つの数、8つの法、8つの格を区別する言語であり、エスキモー諸語の中で唯一、双数形を失っている。
人称
- 1人称
- 2人称
- 3人称
- 4人称(3人称再帰形)

数
イヌクティトゥット語のような双数はない
- 単数
- 複数

法
- 直接法
- 疑問法
- 命令法
- 希求法
- 条件法
- 使役法
- 同時代法
- 分詞法

格
- 主格
- 生格
- 道具格
- 方向格
- 起点格
- 場所格
- 通過格
- 疑似格

#### 格変化
| 格     | 単数  | 複数   |
| ------ | ----- | ------ |
| 主格   | +∅    | +t     |
| 生格   | +p    | +t     |
| 道具格 | +mik  | +nik   |
| 方向格 | +mut  | +nut   |
| 起点格 | +mit  | +nit   |
| 場所格 | +mi   | +ni    |
| 通過格 | +kkut | +tigut |
| 疑似格 | +tut  | +tut   |

動詞は、主語と目的語に二重人称の屈折を伴う。所有格の名詞句は、所有者と格の両方について屈折する（再帰形）。
この項では、形態素の境界をハイフンで示す以外は、グリーンランド語の正書法で記述する。

## 正書法

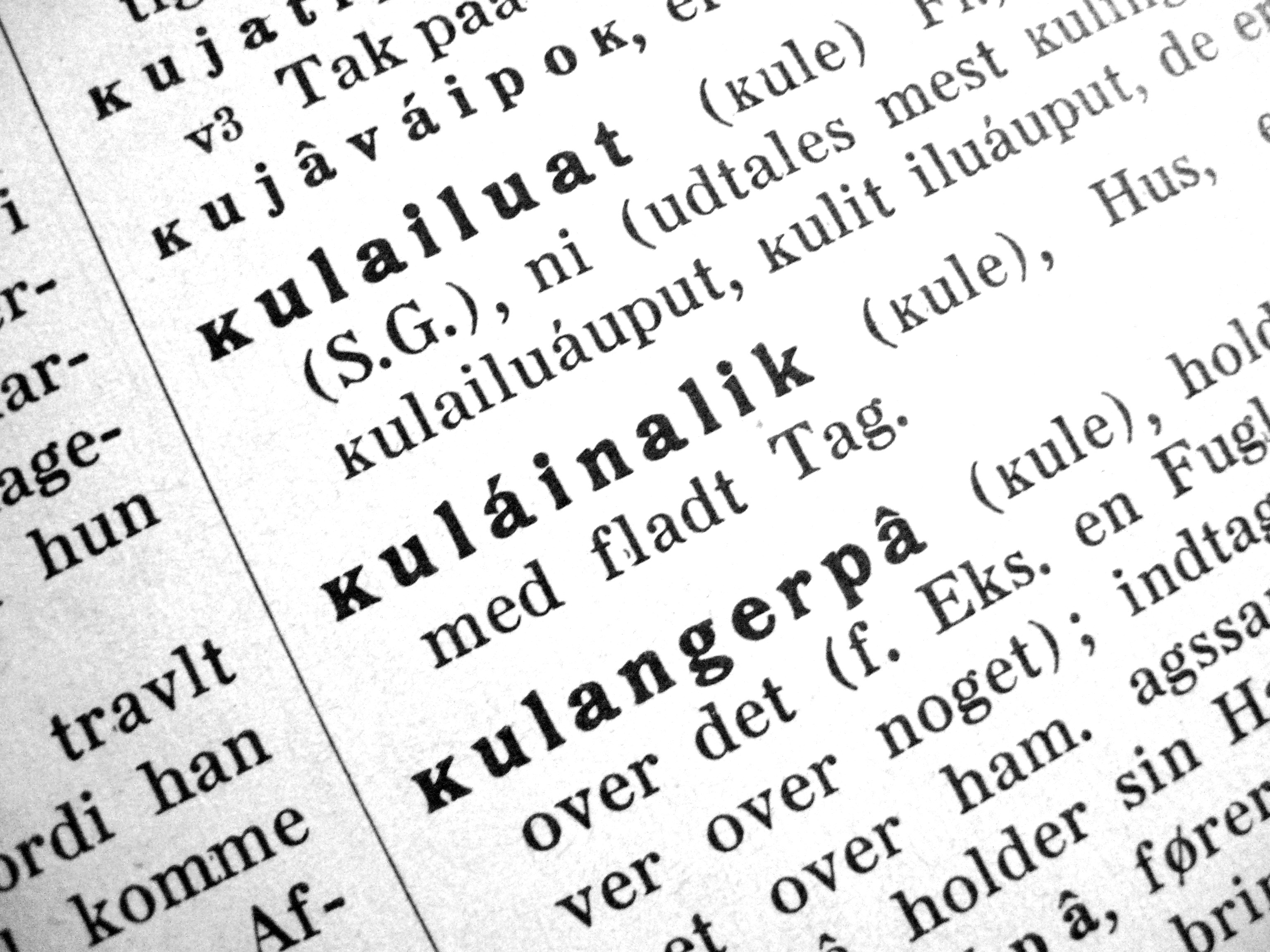
1926年のグリーンランド語–デンマーク語辞書にある ĸの文字

グリーンランド語はラテン文字で書かれる。使われるアルファベットは、
A E F G H I J K L M N O P Q R S T U V
他の言語、とくにデンマーク語および英語からの借用語のつづりには、追加的に B, C, D, X, Y, Z, W, Æ, Ø, Å の文字が使われる。グリーンランド語は引用符として "..." と »...« の記号を用いる。
1851年から1973年までのあいだ、グリーンランド語はサムエル・クラインシュミットによって発案されたアルファベットで書かれていた。このアルファベットはクラー (kra) という特別の文字 (Κʼ / ĸ) を用いていたが、これは1973年の改革で q に置きかえられた。クラインシュミットのアルファベットでは、長母音と二重子音は母音の上にダイアクリティカルマークを載せることで示された（子音の二重化の場合は、その子音に先行する母音の上にダイアクリティカルマークが置かれた）。たとえば、Kalaallit Nunaat というこの名前は Kalâdlit Nunât とつづられた。この方式では曲アクセント ( ˆ ) は長母音を表し (旧：ât, ît, ût → 新：aat, iit, uut)、鋭アクセント ( ´ ) は後続する子音の二重化 (á(k), í(k), ú(k) → a(kk), i(kk), u(kk))、そして著者によってチルダ ( ˜ ) または重アクセント ( ` ) が母音の長さと後続子音の二重化を同時に示していた (ãt, ĩt, ũt または àt, ìt, ùt → aatt, iitt, uutt)。グリーンランド語では ê と ô の文字は r と q の前でのみ用いられ、現在では er/eq, or/oq と書かれている。カナダのラブラドール地方北東部ヌナーツィアヴト (Nunatsiavut) で話されている Nunatsiavummiutut（イヌクティトゥット語のカナダ方言のひとつ）のつづりの体系は、古いグリーンランド語の体系から派生している。
専門的には、クラインシュミットの正書法は形態論に焦点をあてたものであり、同一の派生接辞 (derivational affix) がたとえ異なる文脈では別様に発音されるとしても同じように書かれるべしとしたものである。これは1973年の改革で音韻体系に沿うよう置きかえられ、これによって書かれた形から発音へのつながりが明確になると同時に、同一の接尾辞が異なる文脈では別様に書かれている。この違いは音韻変化によるものである。したがって旧正書法から新正書法に移行することは容易であるが（オンラインの変換器  を見よ）、逆の方向は完全な語彙分析を必要とする。

### 文例
Inuit tamarmik inunngorput nammineersinnaassuseqarlutik assigiimmillu ataqqinassuseqarlutillu pisinnaatitaaffeqarlutik. Silaqassusermik tarnillu nalunngissusianik pilersugaapput, imminnullu iliorfigeqatigiittariaqaraluarput qatanngutigiittut peqatigiinnerup anersaavani.
「すべての人間は、生まれながらにして自由であり、かつ、尊厳と権利とについて平等である。人間は、理性と良心とを授けられており、互いに同胞の精神をもって行動しなければならない」（世界人権宣言第1条）